# Cisano sul Neva

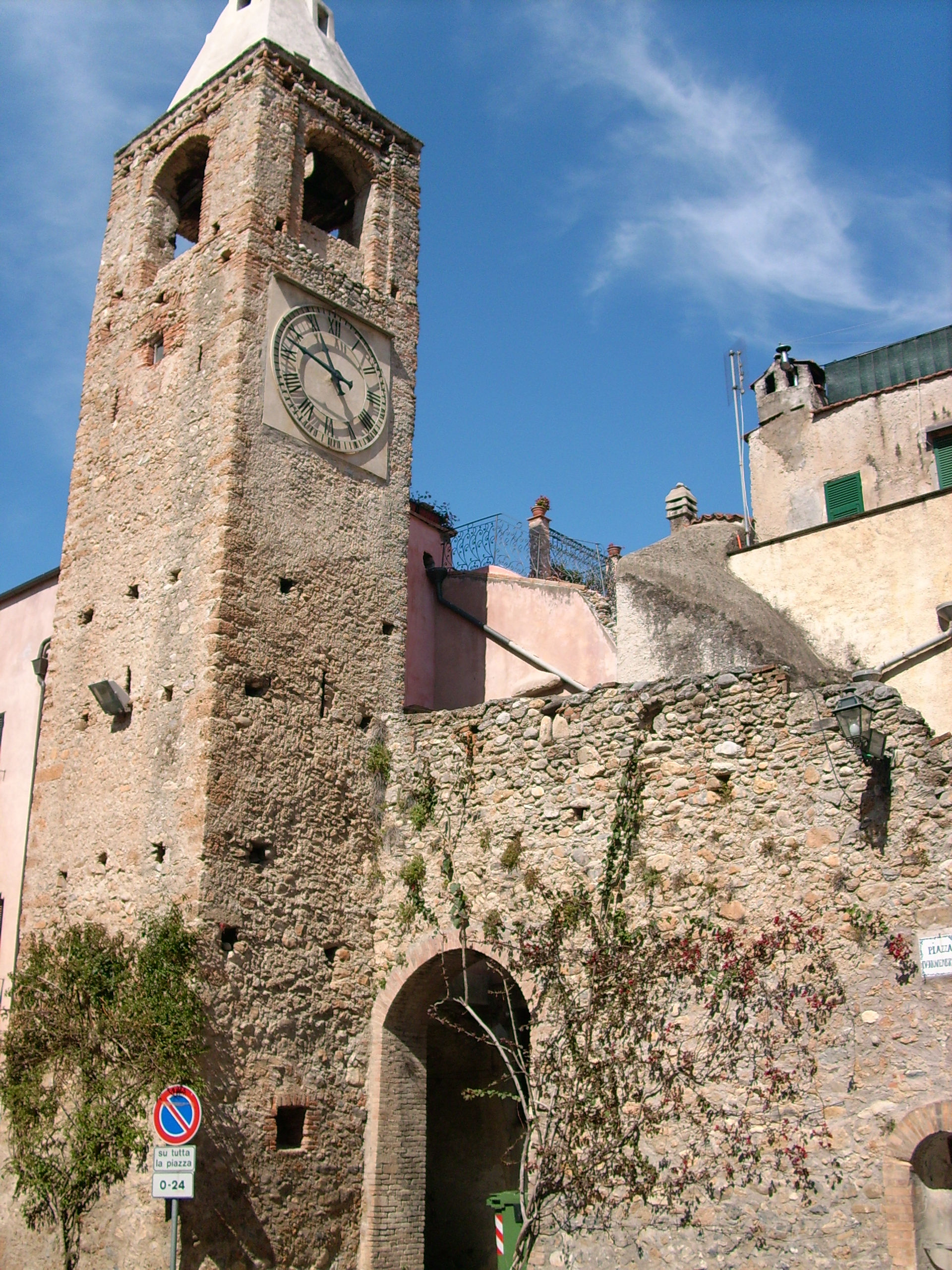
Tháp chuông của nhà thờ Santa Maria Maddalena.

Cisano sul Neva (Ligurian: Cixan) là một đô thị ở tỉnh Savona ở vùng Liguria của Ý, có khoảng cách khoảng 70 km về phía tây nam của Genoa và khoảng 35 km về phía tây nam của Savona.
Nằm ở Val Neva, Cisano sul Neva giáp các đô thị: Albenga, Arnasco, Balestrino, Ceriale và Zuccarello.